# Peter Paul Dobree

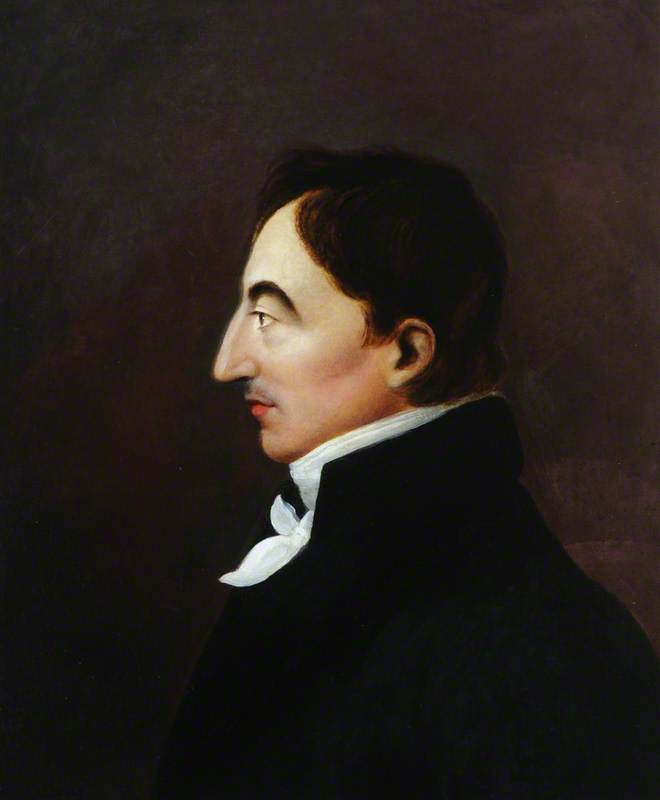
Peter Paul Dobree (1866)

Peter Paul Dobree (geboren am 26. Juni 1782 auf Guernsey; gestorben am 24. September 1825 in Cambridge) war ein britischer Klassischer Philologe und Regius Professor of Greek an der Universität Cambridge.
Nach dem Besuch der Reading School im englischen Reading unter Richard Valpy (1754–1836), der die Schule fünfzig Jahre lang leitete, trat er als Student in das Trinity College in Cambridge ein. Dort erlangte er 1804 seinen B.A., drei Jahre später, im Jahr 1807, den Grad eines M.A. Bereits 1806 war er zum Fellow des College gewählt worden. Wie damals üblich, wurde er 1813 zum Priester geweiht, Voraussetzung für den Verbleib und die Stellung als Fellow am College. Im Jahr 1823 wurde er in Cambridge Regius Professor of Greek auf einem der ältesten Lehrstühle Großbritanniens. Bald darauf erkrankte er und starb nach nur zwei Jahren.
Dobree war ein Freund von Richard Porson, der 1808 starb. Zusammen mit James Henry Monk (1784–1856), von 1809 bis 1823 Regius Professor, und Charles James Blomfield (1786–1857), ab 1824 Bischof von Chester, erhielt er die Aufgabe, den schriftlichen Nachlass Porsons, der dem Trinity College vermacht worden war, herauszugeben. Krankheiten und eine Reise ins niederländische Leiden 1815 verschleppten das Vorhaben bis 1820. In dem Jahr gab Dobree zunächst die Komödie Der Reichtum des Aristophanes mit seinen und Porsons Anmerkungen heraus, gleichsam als Einstieg für die nachfolgenden Aristophanica aus Porsons Nachlass. Porsons Übertragung des in der College-Bibliothek aufbewahrten Gale-Manuskripts von Photios’ Lexikon legte er 1822 vor und ergänzte es um einen Anhang Lexicon rhetoricum, das auf einem ebenfalls in Cambridge befindlichen Manuskript des Harpokration basierte. Nach seinem Tod gab James Scholefield (1789–1853), sein Nachfolger auf dem Lehrstuhl, unter dem Titel Adversaria 1831 und 1833 vier Bände aus den Anmerkungen Dobrees zu griechischen und lateinischen Autoren, insbesondere den attischen Rednern heraus. 1835 veröffentlichte Scholefield zusätzlich noch Dobrees Anmerkungen zu Inschriften.
Während Dobree bei der Analyse etwa des Aristophanes dem textkritischen Ansatz Porsons folgte, erschloss er in den den Rednern gewidmeten Untersuchungen neue Wege vor allem zu Demosthenes und Lysias. Zahlreiche seiner Schriften wurden im 19. Jahrhundert mehrfach aufgelegt. Im Jahr 1810 beteiligte er sich an der von Valpy betriebenen Gründung der Zeitschrift Classical Journal, einem Vorläufer wissenschaftlicher Zeitschriften, das zwischen 1810 und 1829 erschien und für das Dobree Artikel und Besprechungen beitrug.

## Publikationen (Auswahl)
- Αριστοφανους Πλουτος. J. Smith, Cambridge 1820.
- Ricardi Prosoni Notae in Aristophanem. J. Smith, Cambridge 1820.
- Φωτιου … Λεξεων συναγωγη. E codice Galeano descripsit Ricardus Porsonus. Mawman, London 1822.
  - Neuauflage: Cambridge University Press, Cambridge 2010, ISBN 978-0-511-71130-5.
- Greek inscriptions from the marbles in the library of Trinity College, Cambridge. 1824.
- Adversaria. Vier Bände. J. Smith, Cambridge 1831–1833.
  - Neuauflage: Cambridge University Press, Cambridge 2010, ISBN 978-0-511-71073-5 und ISBN 978-0-511-71074-2.
- Lexicon rhetoricum Cantabrigiense. Pitt Press, Cambridge 1834.
- Miscellaneous notes on inscriptions. Pitt Press, Cambridge 1835.